# Marcel Mansat
Marcel Mansat, né le 7 décembre 1924 à Lavaveix-les-Mines (Creuse) et décédé le 30 septembre 1996 à Puteaux (Hauts-de-Seine), était un footballeur français.

## Carrière
Arrivé au Stade rennais à 20 ans, juste après la Libération, Marcel Mansat effectuera l'ensemble de sa carrière professionnelle sous les couleurs du club breton. D'abord positionné de façon relativement offensive, il va progressivement reculer pour occuper le milieu de terrain dans les dispositifs en WM choisis par ses entraîneurs successifs. Polyvalent, il lui arrive plus qu'à son tour de reculer au poste de défenseur, mais son poste naturel reste celui de numéro 6.
Au total, Marcel Mansat évolue pendant huit saisons sous les couleurs rennaises, pour un total avoisinant les deux cents matchs officiels en compétition. En 1953, alors que le club est relégué en Division 2, Mansat quitte finalement le professionnalisme en signant dans une petite équipe de l'agglomération rennaise, l'Arsenal Sports.
Parmi ses faits de gloire, quelques sélections avec l'équipe de France B.

## Sources
- Claude Loire, Le Stade rennais, fleuron du football breton, Rennes, Apogée, 1994